# Mick Zais
Mitchell McGeever "Mick" Zais, född 10 december 1946 i Fort Bragg, North Carolina, är en amerikansk regeringsämbetsman och före detta general som från 8 till 20 januari 2021 är tillförordnad utbildningsminister i Trumps kabinett. Han var tidigare utbildningsminister i delstaten South Carolina från 2011 till 2015. Zais tjänstgjorde i USA:s armé där han uppnådde brigadgenerals rang och blev efter sin militära karriär ordförande för Newberry College i Newberry, South Carolina i tio år fram till 2011.
Zais nominerades av president Donald Trump till befattningen som USA:s biträdande utbildningsminister 5 oktober 2017 vilket godkändes av USA:s senat 16 maj 2018 med röstsiffrorna 50–48. Efter att utbildningsminister Betsy DeVos meddelat sin avgång 7 januari 2021 med anledning av Stormningen av Kapitolium 2021 tillträdde Zais som tillförordnad utbildningsminister för återstoden av mandatperioden.